# Philip Showalter Hench
Philip Showalter Hench (Pittsburgh, Pennsylvania, 1896. február 28. – Ocho Rios, Jamaica, 1965. március 30.) amerikai orvos. 1950-ben  Edward C. Kendall-lal és Tadeus Reichsteinnel közösen elnyerte az orvostudományi Nobel-díjat  "a mellékvesekéreg hormonjainak, azok szerkezetének és biológiai hatásának felfedezéséért".

## Pályafutása
Philip Showalter Hench 1896. február 28-án született a pennsylvaniai Pittsburghben. Apja Jacob Bixler Hench főiskolai tanár, anyja Clara Hench (lánykori nevén) Showalter volt. Philipnek egy ikernővére, egy bátyja és egy húga volt. Az elemi és középiskola elvégzése után az eastoni Lafayette College-be járt, ahol 1916-ban szerzett BSc fokozatot. A következő évben bevonult az első világháborúba belépő ország hadseregébe, de mint katonaorvost tartalékba helyezték, hogy fejezze be tanulmányait. Hench 1920-ban kapott orvosdoktori fokozatot a Pittsburghi Egyetemen. Egy évig rezidensként dolgozott szülővárosában a Saint Francis Hospitalban, utána pedig csatlakozott a Minnesotai Egyetemen működő Mayo Alapítványhoz. Asszisztemsként kezdett 1923-ban, de már három évvel később ő lett részlegének, a reumás betegségek osztály vezetője. 1928-1929-ben Németországban, a Freiburgi Egyetemen és a müncheni Müller Klinikán tanult. 1928-ban előadó lett a Mayo Alapítványnál, és fokozatosan haladt előre a ranglétrán: 1932-ben adjunktussá, 1935-ben docenssé, 1947-ben pedig professzorrá nevezték ki.
Miután az USA belépett a második világháborúba, Hench alezredesi rangban belépett a hadseregbe és az ízületi gyulladásokat kezelő központ vezetője lett. 1946-ban ezredesként szerelt le, és tanácsadóként később is segítette a hadsereg egészségügyi szolgálatát. 

## Tudományos munkássága
Philip Hench a Mayo Alapítványnál a reumás betegségekre specializálódott. Megfigyelte, hogy a májbetegségekkel együtt járó sárgaság enyhítette a betegei reumás fájdalmait. Ugyanígy csökkentek a terhes nők reumás panaszai is. Ebből, és más megfigyelésekből feltételezte, hogy léteznie kell egy szteroid alapú fájdalomcsökkentő anyagnak, amit a szervezet termel. 1930-1938 között Hench és az alapítványnál dolgozó vegyész, Edward C. Kendall több szteroidot is izolált szarvasmarhák mellékvesekérgéből. Miután azonosították és tisztították a vegyületeket, Hench kipróbálta hatásukat reumás páciensein. A kísérleteket hátráltatta Hench katonai szolgálata, és hogy hosszadalmas és költséges munka volt elegendő mennyiségű szteroidhormont izolálni. 1948-49-ben az E-anyag (későbbi nevén kortizon) a klinikai tesztben hatékonynak bizonyult. Jól csökkentette a reumás fájdalmakat az agyalapi mirigy által termelt adrenokortikotrop hormon (ACTH) is.

## Elismerései
A mellékvesekéreg által termel hormonok izolálásáért, szerkezetük és biológiai hatásuk felderítéséért Philip S. Hench, Edward C. Kendall és a zürichi Tadeus Reichstein megkapta az 1950. évi orvostudományi Nobel-díjat.
Philip Hench megkapta az orvosi alapkutatásért járó Lasker-díjat, és egyéb alapítványi díjakat, mint a londoni Heberden-érmet, a Passano alapítvány díját és a Criss-díjat. Díszdoktori címet adományozott neki a Lafayette College, a  Washington and Jefferson College, a Western Reserve University, az Írországi Nemzeti Egyetem és a Pittsburghi Egyetem. 

## Családja
Philip S. Hench 1927-ben vette feleségül Mary Genevieve Kahlert, két fiuk és két lányuk született. Hench szabad idejében zenét hallgatott, fotózott és teniszezett és az orvostudomány, különösen pedig a sárgaláz kutatásának történetében is szaktekintélynek számított.
Philip Shoewalter Hench 1965. március 30-án halt meg tüdőgyulladásban, miközben a jamaicai Ocho Riosban nyaralt. 